# Michaël Henricus Cox
Michaël Henricus Cox (Oss, 18 oktober 1898 – Eindhoven, 10 mei 1984) was een Nederlands politicus.
Hij werd geboren als zoon van Jacobus Cox (1867-1935; koopman) en Cornelia Soetekouw (1869-1944). Hij was ambtenaar ter secretarie in Geldrop voor hij in 1928 benoemd werd tot gemeentesecretaris van Heeze. Vanaf 1944 was hij waarnemend burgemeester van die gemeente. Eind 1946 werd Cox benoemd tot burgemeester van Heeze wat hij zou blijven tot zijn pensionering in 1963. 
In 1984 overleed hij op 85-jarige leeftijd. In Heeze is naar hem de 'Burgemeester Coxlaan' vernoemd. Zijn zwager A.P. van Hulst was burgemeester van Heesch.